# Villa Van Lierde

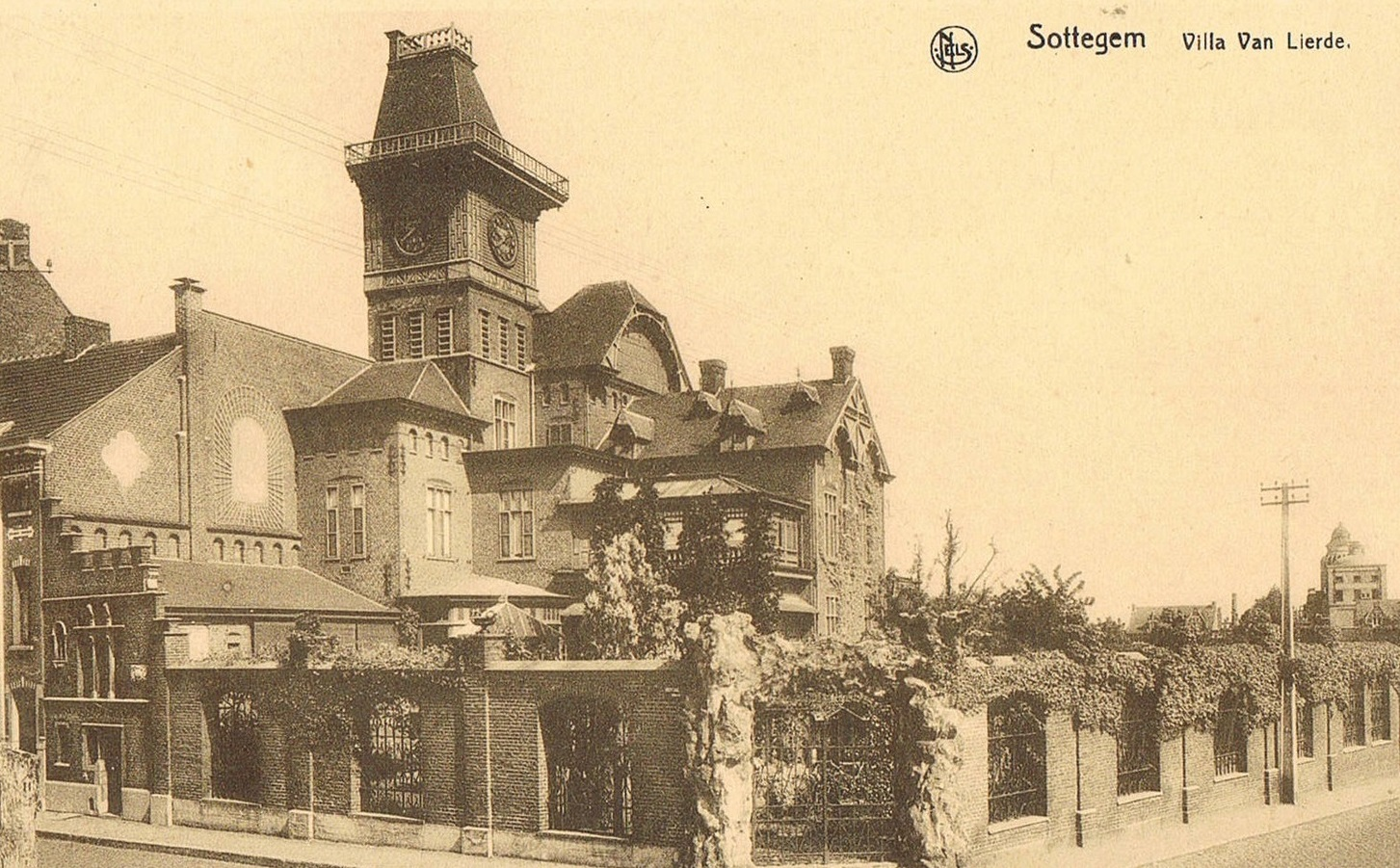
Villa Van Lierde in 1905

Villa Van Lierde of Kasteel Van Lierde was een eclectische villa op de hoek van de Musselystraat en de Hospitaalstraat in de Belgische stad Zottegem. De villa met tuin werd ontworpen en gebouwd in 1880 in speels-decoratieve stijl door eigenaar Omer Van Lierde. Van Lierde was kerkmeester, stichter-voorzitter van de mutualiteit De Vereenigde Ambachtslieden (1894) en van de pensioenkas De Bezorgde Werklieden (1898). Hij was leraar aan de Gentse tuinbouwschool en voerde als serrebouwer (1891 Etudes sur les divers systèmes de serres) broeikassen uit naar verschillende Europese landen. De villa werd opgetrokken in baksteen; de bakstenen werden ter plaatse gebakken. Het pand had een centrale toren met daarop een windwijzer. Op de afgeknotte spits van de toren was een belvedère ingericht met daaronder twee uurwerken (in de plaats van de cijfers stond Leve Zottegem. Rond de toren waren verschillende verspringende volumes gebouwd. De ingang werd gevormd door twee knoestige boomstronken in cement; de villa had ook twee serres. Omstreeks 1885 werd de tuin ommuurd; in de jaren dertig werd de villa herbouwd. In 1921 werd Van Lierde medevennoot van NV De Groote Leeuw. In 1947 werden een aantal volumes gesloopt naar ontwerp van architect Oscar Van Cauwenberghe. In 1955 liet Omer Van Lierde junior een nieuwe modernistische villa bouwen verderop aan de Musselystraat naar de plannen van architect Roger Bastin. De volledige zuidelijke gevel is opgebouwd uit stalen, in felle kleuren geschilderde profielen, wat zeer vernieuwend was voor die tijd. De ramen, eveneens in felle kleuren geschilderd, waren uitzonderlijk al in dubbel glas. In 1965 kwam op de plaats van de voortuin een appartementencomplex. Wat nog restte van de Villa Van Lierde werd omgebouwd tot een tweewoonst. Het bedrijf Van Lierde stopte in 1984; na 2000 werden de tuin en de werkhuizen aan de Musselystraat verkocht.

## Afbeeldingen

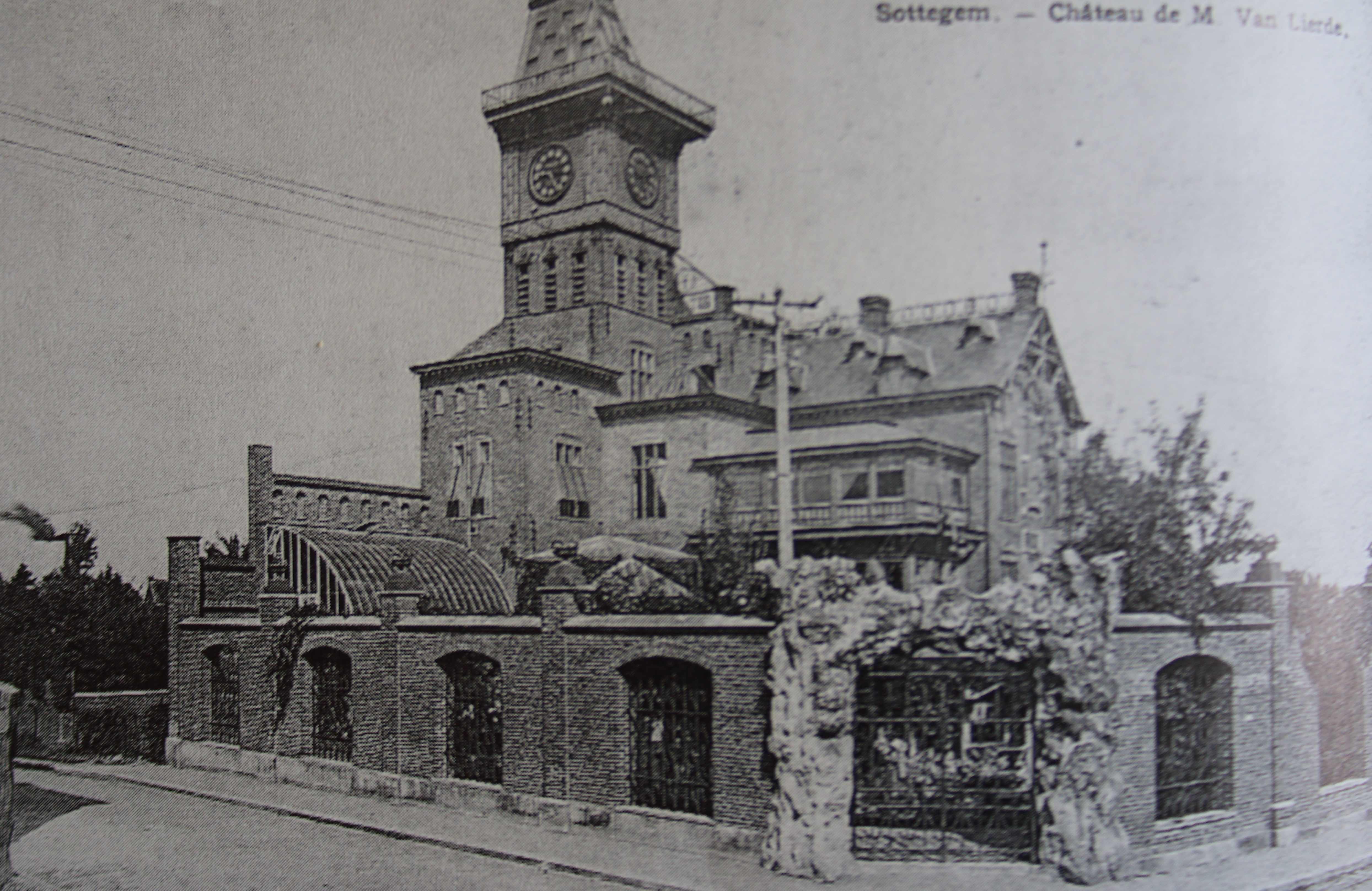
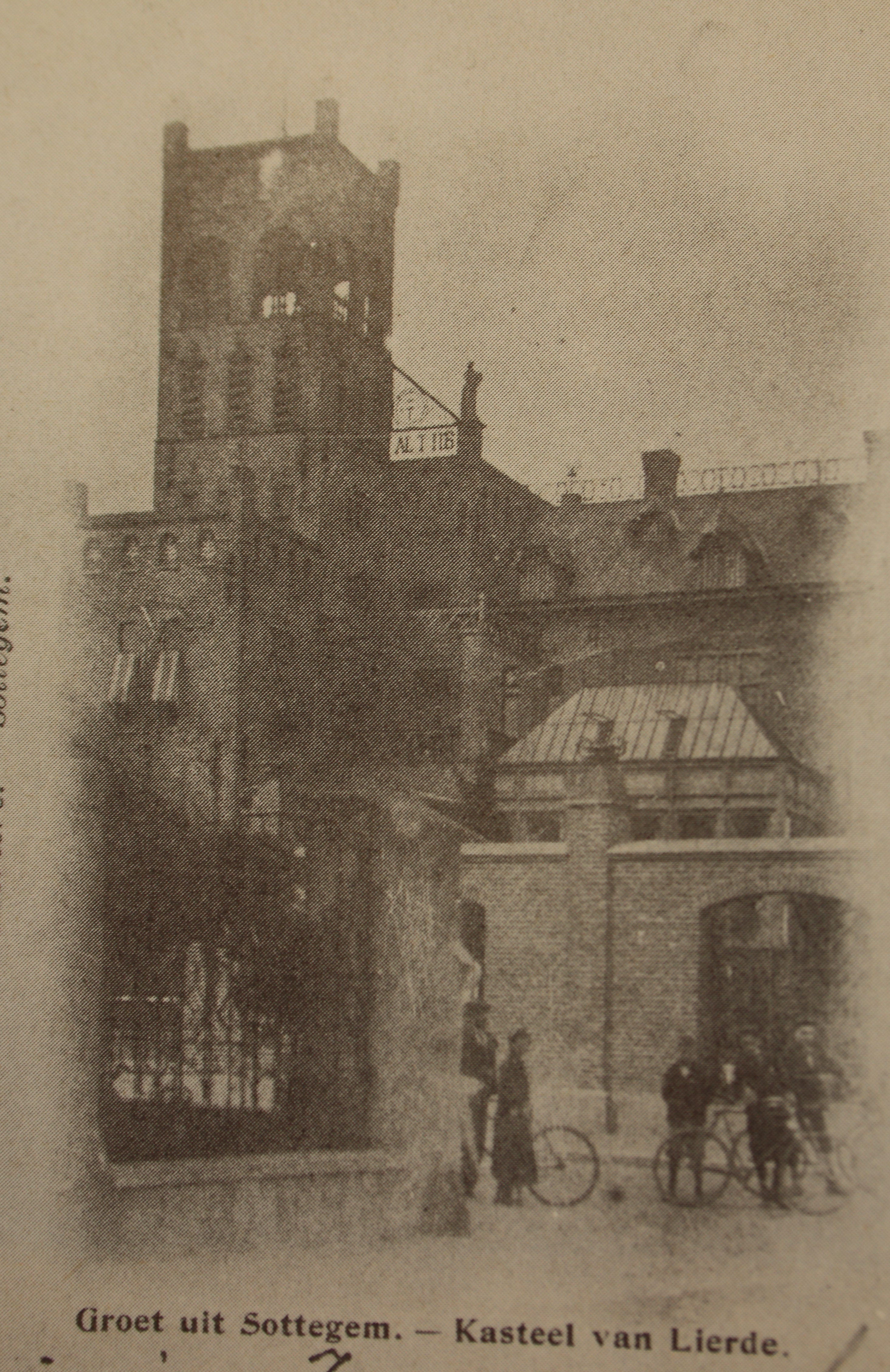
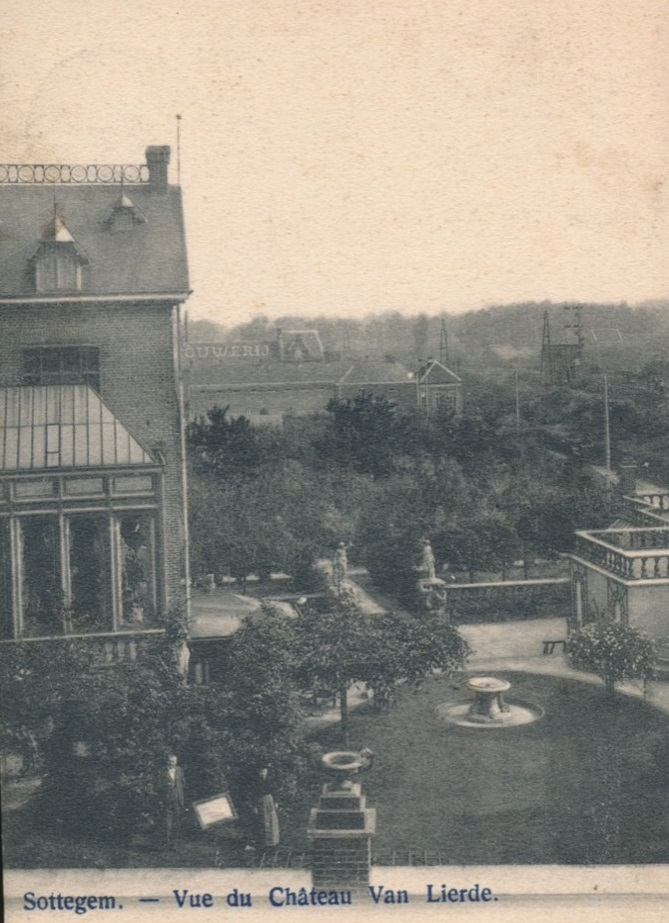
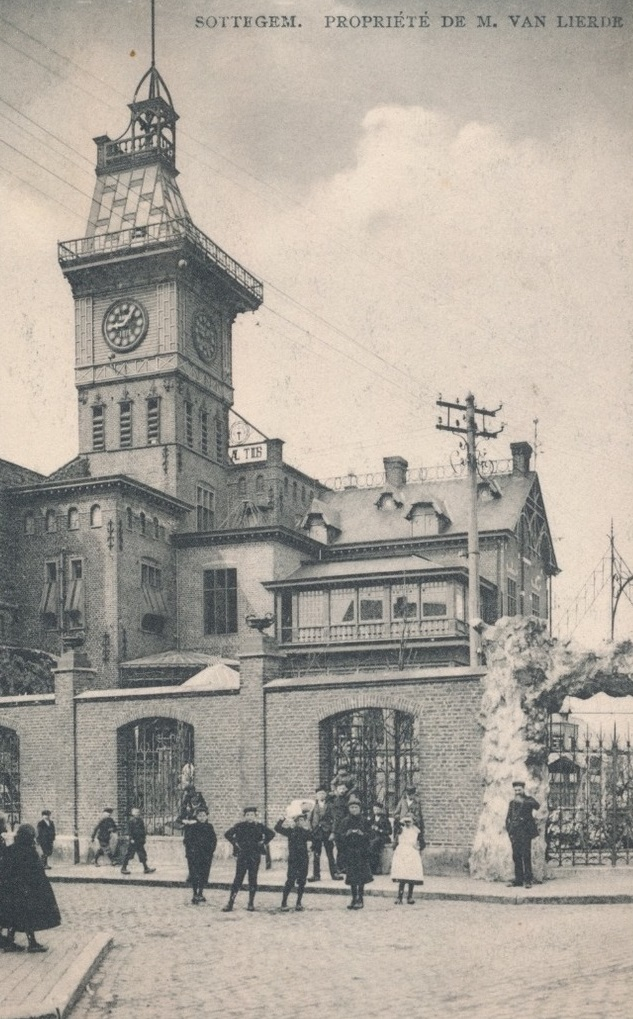